# Santi Apostoli (Nápoly)
A Santi Apostoli egy templom Nápoly óvárosában a Via Anticaglia mentén. Az első templomot ezen a helyen Sotero püspök alapította 468-ban egykori római templom romjain. A mai formáját 1530-ban nyerte el Colantonio Caracciolo, vicói márkinak köszönhetően. Ő a templomot a teatinusoknak ajándékozta, akik 1609-től nekiláttak újjáépítésének. A munkálatok 1627-ig tartottak Giovanni Giacomo di Conforto, Bartolomeo Picchiatti valamint Agostino Pepe építészek felügyelete alatt. A templom újraszentelésére 1649-ben került sor Ascanio Filomarino, nápolyi érsek jelenlétében. A teatinusok elüldözése után, a templomot 1821-ben IV. Bourbon Ferdinánd a jezsuitáknak ajándékozta. Ők sem birtokolhatták hosszú ideig, hiszen őket is száműzték a városból. A teatinusok visszatérése után, 1857-ben restaurálták. 
A templom latin kereszt alaprajzú, elliptikus apszissal valamint négy oldalkápolnával, melyeket kis kupolák fednek. Az apostolokat bemutató freskóit Giovanni Lanfranco festette 1644-ben. A kupola freskóit Dioniso Lazzari festette 1680-ban. Az oldalkápolnákat Nicola Malinconico, Domenico Frasella, Paolo De Matteis valamint Francesco De Mura alkotásai díszítik. A jobb oldali kereszthajóban található Francesco Borromini egyetlen nápolyi műve a Szeplőtlen fogantatás oltára, más néven a Filomarino-oltár. 1647-ben készült el Ascanio Filomarino megrendelésére, aki így próbálta VIII. Orbán pápa udvarának ízlését meghonosítani Nápolyban. A templom sekrestyéje 1626-ra készült el, barokk stílusú freskóit Nicola Malinconico festette. A templom alatti kripta öthajós, négy oldalsó oltárral. Freskóit Belisario Corenzio készítette. Itt található Giambattista Marino nápolyi költő sírhelye.